# جاشوا کیتینگ
جاشوا کیتینگ (انگلیسی: Joshua Keating؛ زادهٔ ۱ ژانویهٔ ۱۹۰۱) تحلیل گر سیاست خارجی روزنامه‌نگار در اسلیت (مجله) و نویسنده سابق در فارین پالیسی اهل ایالات متحده آمریکا است.